# La Couture (Vendée)
La Couture és un municipi francès situat al departament de Vendée i a la regió de País del Loira. L'any 2007 tenia 193 habitants.

## Demografia

### Població
El 2007 la població de fet de La Couture era de 193 persones. Hi havia 75 famílies de les quals 20 eren unipersonals (8 homes vivint sols i 12 dones vivint soles), 24 parelles sense fills, 27 parelles amb fills i 4 famílies monoparentals amb fills.
La població ha evolucionat segons el següent gràfic:
Habitants censats

### Habitatges
El 2007 hi havia 95 habitatges, 74 eren l'habitatge principal de la família, 14 eren segones residències i 6 estaven desocupats. 93 eren cases i 1 era un apartament. Dels 74 habitatges principals, 62 estaven ocupats pels seus propietaris, 12 estaven llogats i ocupats pels llogaters i 1 estava cedit a títol gratuït; 1 tenia una cambra, 4 en tenien dues, 9 en tenien tres, 14 en tenien quatre i 47 en tenien cinc o més. 61 habitatges disposaven pel capbaix d'una plaça de pàrquing. A 30 habitatges hi havia un automòbil i a 41 n'hi havia dos o més.

### Piràmide de població
La piràmide de població per edats i sexe el 2009 era:
| Homes | Edats   | Dones |
| ----- | ------- | ----- |
| 0     | 95 o +  | 0     |
| 0     | 90 a 94 | 0     |
| 0     | 85 a 89 | 0     |
| 0     | 80 a 84 | 0     |
| 0     | 75 a 79 | 4     |
| 0     | 70 a 74 | 0     |
| 4     | 65 a 69 | 8     |
| 8     | 60 a 64 | 4     |
| 4     | 55 a 59 | 4     |
| 0     | 50 a 54 | 0     |
| 12    | 45 a 49 | 8     |
| 24    | 40 a 44 | 12    |
| 0     | 35 a 39 | 4     |
| 0     | 30 a 34 | 4     |
| 4     | 25 a 29 | 0     |
| 16    | 20 a 24 | 4     |
| 0     | 15 a 19 | 8     |
| 12    | 10 a 14 | 12    |
| 4     | 5 a 9   | 0     |
| 0     | 0 a 4   | 8     |

## Economia
El 2007 la població en edat de treballar era de 120 persones, 88 eren actives i 32 eren inactives. De les 88 persones actives 73 estaven ocupades (38 homes i 35 dones) i 15 estaven aturades (4 homes i 11 dones). De les 32 persones inactives 14 estaven jubilades, 10 estaven estudiant i 8 estaven classificades com a «altres inactius».

### Ingressos
El 2009 a La Couture hi havia 75 unitats fiscals que integraven 204 persones, la mediana anual d'ingressos fiscals per persona era de 15.656 €.

### Activitats econòmiques
Dels 5 establiments que hi havia el 2007, 3 eren d'empreses de construcció, 1 d'una empresa de comerç i reparació d'automòbils i 1 d'una empresa de serveis.
Dels 2 establiments de servei als particulars que hi havia el 2009, 1 era una lampisteria i 1 electricista.
L'any 2000 a La Couture hi havia 12 explotacions agrícoles que ocupaven un total de 495 hectàrees.

## Poblacions més properes
El següent diagrama mostra les poblacions més properes.